# Ридлвил (Џорџија)
Ридлвил (Џорџија) (енгл. Riddleville) град је у америчкој савезној држави Џорџија. По попису становништва из 2010. у њему је живело 96 становника.

## Демографија
Према попису становништва из 2010. у граду је живело 96 становника, што је 28 (22,6%) становника мање него 2000. године.
| Група             | 2000.      | 2010.      |
| Белци             | 88 (71,0%) | 78 (81,3%) |
| Афроамериканци    | 36 (29,0%) | 17 (17,7%) |
| Азијати           | 0 (0,0%)   | 1 (1,0%)   |
| Хиспаноамериканци | 0 (0,0%)   | 0 (0,0%)   |
| Укупно            | 124        | 96         |